# Flaga Mołodeczna

Flaga Mołodeczna

Flaga Mołodeczna – błękitny prostokąt z umieszczonym pośrodku herbem Mołodeczna. Nie została zatwierdzona przez władze Białorusi.